# Clofazimină
Clofazimina este un antibiotic utilizat în principal în tratamentul leprei (în special forma multibacilară), de obicei în asociere cu alte antileproase (precum rifampicina și dapsona). Calea de administrare disponibilă este cea orală.
Molecula a fost descoperită în anii 1950 și a fost aprobată pentru uz medical în Statele Unite în anul 1986. Se află pe lista medicamentelor esențiale ale Organizației Mondiale a Sănătății.

## Utilizări medicale
Clofazimina este unul dintre principalele medicamente antileproase, fiind deci utilizată în tratamentul infecțiilor cu Mycobacterium leprae. Este investigată pentru tratamentul infecțiilor cu Mycobacterium avium la pacienții cu HIV/SIDA.

## Reacții adverse
Principala reacție adversă în tratamentul cu clofazimină este colorarea în roșu-brun a pielii și a ochilor (la 75–100% dintre pacienți), după câteva săptămâni de tratament. Aceasta se datorează faptului că este un derivat de fenazină. La unii pacienți poate induce depresie.